# Heinrich Bleichrodt
Heinrich Bleichrodt (Berga (Saxònia-Anhalt), 21 d'octubre de 1909 - Múnic 9 de gener de 1977) va ser un comandant d'U-boot durant la Segona Guerra Mundial, sent un dels que va tenir més èxit durant la guerra. Entre octubre de 1939 fins al seu retir de la línia de front al desembre de 1943, va enfonsar 25 vaixells, amb un total de 152.320 TBR. Va rebre la  Creu de Cavaller de la Creu de Ferro amb Fulles de Roure, entre altres condecoracions, i durant el temps passat als submarins se'l conegué com a "Ajax".

## Biografia
Bleichtodt va ingressar a la Reichsmarine el 1933 i realitzà el seu entrenament inicial a l'Escola de Cadets Gorch Fock, seguit d'un període al creuer Admiral Hipper. Va ascendir ràpidament i, l'1 d'octubre de 1939 va ser promogut a Kapitänleutnant, començant la carrera amb la flota submarina.

### Amb la flota submarina

#### L'"U-48"
Després del temps d'entrenament, Bleichrodt passà un període a bord del U-8, i després una patrulla amb el posteriorment guanyador de la Creu de Cavaller Kapitänleutnant Wilhelm Rollmann a bord del U-34 al juny i juliol de 1940. Va ser una travessia profitosa, enfonsant 8 vaixells amb un total de 22.434 tones i amb Bleichrodt rebent la  Creu de Ferro de 2a classe el 25 de juliol. Llavors, va ser nomenat per capitanejar el seu propi submarí el U-48, el 4 de setembre de 1940. Començà la seva primera patrulla de guerra el 8 de setembre, enfonsant 8 vaixells amb un total de 36.189 tones. El 18 de setembre enfonsà el SS City of Benares abans de tornar a port el 25. A bord hi anaven 90 nens evacuats cap al Canadà sota el projecte del Comitè de Recepció de Nens a Ultramar, per tal de salvar als nens de l'horror del Blitz. 258 persones, incloent a 77 nens, van morir. L'enfonsament despertà controvèrsia, però el vaixell no estava marcat com un transport d'evacuació, i és difícil que Bleichrodt sabés que hi anaven nens entre els passatgers. També estava limitat en l'ajut que els podria haver ofert d'haver-ho sabut. Abans de tornar a port se li concedí la Insígnia de Guerra dels Submarins (24 de setembre), i al desembarcar va rebre la  Creu de Ferro de 1a classe.
Tornà al mar el 5 d'octubre, amb una nova patrulla d'èxit, enfonsant 8 vaixells dels fallits combois  SC-7 i HX-79. Tornà a Kiel el 27 d'octubre havent enfonsat 43.106 tones. Tres dies abans de tornar, el "U-48" va rebre un missatge que deia que Bleichrodt havia estat condecorat amb la Creu de Cavaller, però Bleichrodt refusà lluir-la fins que se li concedís també al seu IWO Oberleutnant zur See Reinhard 'Teddy' Suhren (Bleichtodt va fer notar que de Suhren havia vist tot els objectius de superfície en les missions prèvies i també li va ser concedida al novembre).

#### L'"U-67" i l'U-109
Bleichrodt abandonà l'"U-48" el 16 de desembre de 1940, sent traslladat el 22 de gener de 1941 al U-67, estant-s'hi fins al 4 de juny de 1941, tot i que no participà en cap missió de guerra fins al 5 de juny de 1941, data en què va ser traslladat al U-109. Allà portà a terme 6 patrulles, sense aconseguir el mateix grau d'èxits que havia tingut amb el "U-48", però enfonsant 13 vaixells amb unes 80.000 tones. El 23 de setembre de 1942 afegí les Fulles de Roure a la seva Creu de Cavaller, i a l'octubre rebé la Insígnia de Guerra dels Submarins amb Diamants. L'1 de novembre de 1943 va ser promogut a Korvettenkapitän.

### Depressió i retir
Sembla que Bleichrodt patí una depressió mentre que es trobava al mar el 26 de desembre de 1943. Envià un missatge al Quarter General dels Submarins demanant el retorn immediat a port, però li va ser inicialment denegat. El 31 de desembre insistí en el retorn i atorgà el comandament al seu primer oficial, el qual dirigí l'"U-109" de retorn a Saint-Nazaire (Loira Atlàntic). Allà va ser destinat a tasques d'entrenament amb la 27. Unterseebootsflottille, on s'estigué 5 mesos, seguits d'un any a la 2a ULD (divisió d'entrenament de submarins), on va exercir d'instructor tàctic per als oficials. El juliol del 1944 va ser nomenat Cap de la 22a Flotilla d'U-boat, càrrec que ocupà fins al final de la guerra.
Després de la guerra, va ser acusat de crims de guerra per haver enfonsat el vaixell City of Benares sabent que transportava evacuats de guerra. Bleichrodt desmentí aquest coneixement i es negà a demanar perdó als supervivents. S'establí a Múnic i esdevingué director d'una fàbrica. Va morir a la capital bàvara el 9 de gener de 1977 a l'edat de 67 anys.

## Dates de promoció[1]
- Offiziersanwärter: 26 de gener de 1933

 Fähnrich zur See: 1 d'abril de 1933
 Oberfähnrich zur See: 1 de gener de 1935
 Leutnant zur See: 1 d'abril de 1935
 Oberleutnant zur See: 1 de gener de 1937
 Kapitänleutnant: 1 d'octubre de 1939
 Korvettenkapitän: 1 de novembre de 1943

## Condecoracions
Creu de Cavaller de la Creu de Ferro amb Fulles de Roure
: 24 d'octubre de 1940
 Fulles de Roure: 23 de setembre de 1942
 Creu de Ferro de 1a Classe: 25 de setembre de 1940
 Creu de Ferro de 2a Classe: 25 de juliol de, 1940
Insígnia de Guerra dels Submarins: 24 de setembre de 1940
Insígnia de Guerra dels Submarins amb Diamants: octubre de 1942
 Creu al Mèrit de Guerra de 2a classe amb espases: 1 de gener de 1945
 Medalla dels 4 anys de Servei
 Creu de Guerra al Valor Militar (Itàlia)